# Voivodinovo, Plovdiv
Voivodinovo (în bulgară Войводиново) este un sat în comuna Marița, regiunea Plovdiv,  Bulgaria. 

## Demografie
Componența etnică a satului Voivodinovo
     Turci (1,12%)
     Bulgari (83,34%)
     Nicio identificare (14,45%)
     Altele (1,25%)
La recensământul din 2011, populația satului Voivodinovo era de 2.227 locuitori. Din punct de vedere etnic, majoritatea locuitorilor (83,34%) erau bulgari, cu o minoritate de turci (1,12%). Pentru 14,45% din locuitori nu este cunoscută apartenența etnică.